# 다니엘 르클레르크
다니엘 르클레르크(프랑스어: Daniel Leclercq, 1949년 9월 4일 ~ 2019년 11월 22일)는 프랑스의 전직 축구 선수 겸 감독이다. 1967년부터 1984년까지 발랑시엔, 올랭피크 드 마르세유, 랑스에서 수비수로 뛰면서 440경기에 출전했다. 1986년부터 2017년까지 감독으로 활동했다.

## 선수 경력
다니엘 르클레르크는 1949년 9월 4일에 프랑스 노르주 트리생레제에서 태어나서 발랑시엔 청소년 팀에 입단했다. 긴 흰 머리 때문에 "드루이드"라는 별명으로 불린 그는 선수 생활 내내 중앙 수비수로 뛰었고 1967년에 리그 1 무대에 데뷔했다.
1970년에 올랭피크 드 마르세유로 이적했고 1970-71, 1971-72 시즌에서 올랭피크 드 마르세유의 리그 1 우승을 견인했다. 또한 1971-72 시즌에서는 올랭피크 드 마르세유의 쿠프 드 프랑스, 트로페 데 샹피옹 우승을 견인했다. 1974년부터 1983년까지 랑스 소속으로 활동하면서 289경기에 출전하여 27골을 기록했다. 1983-84 시즌에서 친정 팀인 발랑시엔 소속으로 활동한 다음에 은퇴했다.

## 감독 경력
1986년부터 1987년까지 발랑시엔의 감독을 역임했으며 1997년부터 1999년까지 랑스의 감독을 역임했다. 랑스는 1997-98 리그 1 시즌에서 메스를 골 득실 차로 누르고 우승을 차지했고 1997-98 쿠프 드 프랑스 시즌에서는 파리 생제르맹과의 결승전 경기에서 패배하면서 준우승을 차지했다. 랑스는 1998-99 UEFA 챔피언스리그 시즌에서는 아스널과의 조별 리그 원정 경기에서 승리를 기록하는 등의 성과를 냈으나 결선 토너먼트 진출에는 실패했다. 1998-99 쿠프 드 라 리그에서 랑스의 우승을 견인한 다음에 감독 자리에서 물러나게 된다.
2003년부터 2005년까지 발랑시엔의 감독을 역임했으며 2008년부터 2011년까지 랑스의 기술부장을 역임했다. 2009년부터 2016년까지 프랑스의 아마추어 축구 클럽인 아를로페섕의 감독을 역임했고 2017년에는 SC 두아이의 감독을 역임했다. 2019년 11월 22일에 마르티니크에서 폐색전증으로 인해 향년 70세를 일기로 사망했다.